# Борщівник сибірський
Борщівни́к сибі́рський (Heracleum sibiricum) — дво- або багаторічна рослина родини окружкових, відома під народними назвами борщевник, борщаник, фруцик, щербач сибірський, солодка трава, лопуцьки. Кормовий, медоносний, лікарський вид, що інколи поводить себе як бур'ян. Історично їстівна рослина, все рідше застосовується в їжу через можливу плутанину з отруйними борщівниками (сосновського, мантегацці) та можливого створення між ними проміжних гібридів різного ступеню токсичності.

## Опис

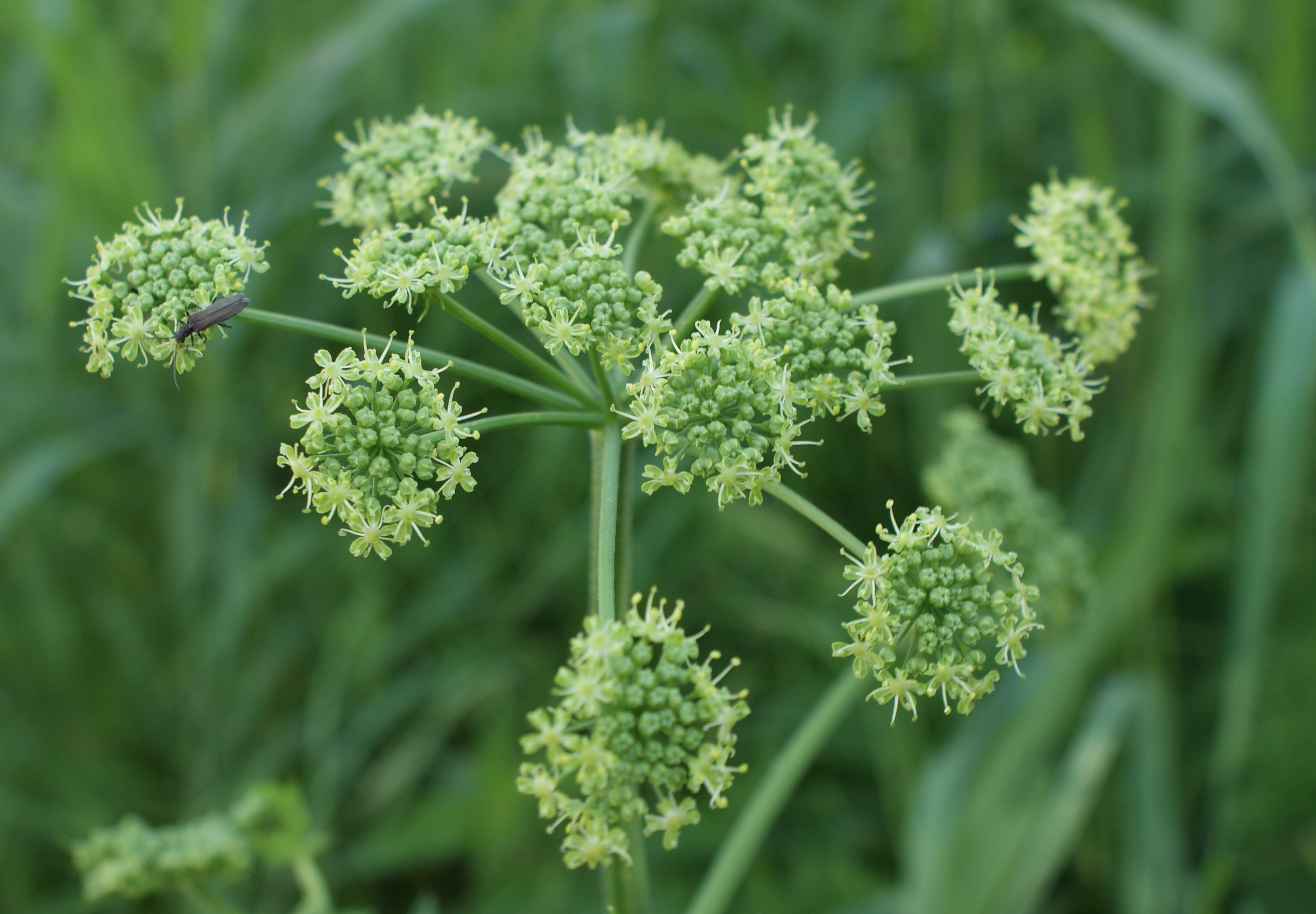
Суцвіття великим планом

Трав'яниста рослина заввишки 50-150 (зрідка до 180) см. Усі частини борщівника сибірського мають слабкий пряний запах.
Коренева система стрижнева, потужна, зріз коренів світлий. Стебло поодиноке, прямостояче, грубе, товсте, кругле, пустотіле, борозенчасте, в нижній частині пряме, у верхній частині галузиться. Його поверхня вкрита жорсткими ворсинками. Листки великі (20-50 см завширшки), пірчасто-роздільні, складаються з трьох широкояйцеподібних листочків, інколи можуть бути двічі- або тричі пірчасто-роздільними. Нижні листки довгочерешкові, верхні майже сидячі, із здутими піхвами, складені з 3 листочків, іноді пірчастоскладені. Поверхня листків шорстка, край — нерівнозубчастий.
Суцвіття — великий складний зонтик, що складається з 15-30 променів, кожен з яких несе один простий зонтик. Суцвіття без чашолистків, але обгорнуті численними листочками. Центральні зонтики у суцвітті великі і містять двостатеві квітки, бічні зонтики дрібні, містять переважно чоловічі квітки, часто — безплідні, з дещо збільшеною оцвітиною та нерівними пелюстками. Пелюсток 5, вони зеленкувато-білі або жовтаво-зелені, оберненояйцеподібні, на верхівці виїмчасті, іноді майже двороздільні. Тичинок 5. Зав'язь нижня. Плід — пласка, опукло-еліптична, гола двосім'янка із широкими крильцями, сильно стиснута біля спинки, завдовжки до 1 см, завширшки 4-7 мм.
Квітне у червні-серпні протягом 17-23 днів, плодоносить у липні-вересні. Розмножується насінням.

## Хімічний склад
Всі частини містять ефірну олію, що складається зі сполук фурокумаринового та кумаринового ряду. Борщівник сибірський також багатий на вітамін C (200 мг%), дубильні речовини, каротин (18 мг%). Корені містять арбан, глютамін, галактан.

## Поширення
Вид є звичайним для помірних областей Центральної та Східної Європи, Фінляндії, країн Балтії, Передкавказзя, Кавказу, Західного Сибіру та Казахстану.
В Україні розповсюджений в усіх областях, особливо часто трапляється в степовій і лісостеповій смугах, а також в Криму. Росте серед чагарників, на узліссях, заливних луках, по берегах річок і струмків, біля жител, на засмічених ділянках і полях. Вид не є рідкісним, поблизу житла часто засмічує городи, перетворюючись на бур'ян.

## Застосування
Для приготування салатів придатні бланшовані молоді листки, зріле листя використовують для приготування супів. Його також використовували для приготування зеленого борщу, юшки, пиріжків. Здавна у Великому князівстві Литовському і Польщі з борщівника готували особливий сорт пива. У деяких місцевостях з зелені борщівника готують тушковану страву на кшталт баклажанної ікри, додають до яєчні, готують начинку для пиріжків і вареників. Товсті черешки маринують з оцтом, смажать в олії з цибулею. Страви, приготовані з цієї рослини, мають специфічний ніжний грибний аромат, тому їх інколи використовують як замінник грибів.
Молоді пагони з негрубими листками добре поїдаються худобою, борщівник сибірський також придатний для приготування силосу. З його квіток бджоли збирають багато нектару й жовто-сірого пилку. Одна квітка виділяє 0, мг цукру в нектарі. Медопродуктивність сягає 100—120 (300) кг з га. Мед з борщівника має колір від жовтаво-сірого до тьмяно-жовтого, він запашний, але зі специфічним присмаком.
У народній медицині застосовуються корені, листки і насіння. Коріння збирають у вересні-жовтні, листки — у червні-липні, насіння — у вересні.
Настій трави і відвар або настій коренів поліпшують травлення, мають в'яжучу, заспокійливу, протизапальну, знеболювальну і антисептичну дію. Настій трави, а частіше відвар кореня застосовують усередину при розладах діяльності шлунка і кишечника, шкірних захворюваннях і особливо як заспокійливий засіб при судомах різного походження, епілепсії. У німецькій народній медицині настій трави з корінням застосовують при розладах травлення, проносах, судомах м'язів і різних шкірних захворюваннях. Настій насіння як заспокійливий засіб п'ють при спазмах шлунка та істерії. Зовнішньо спиртову настойку кореня вживають при зубному болю, а відвар з усієї рослини з коріннями — у вигляді примочок при корості, у вигляді припарок — при пухлинах. Розпарені листки вживають для припарок при запаленні суглобів і ревматичних болях.
При збиранні і обробці сировини слід враховувати, що жорсткі волоски виділяють речовини, що посилюють чутливість шкіри до сонячного опромінення, тому після контакту з рослиною можуть з'являтися подразнення, алергічні реакції тощо. Хоча сенсибілізуюча дія борщівника сибірського значно менша ніж у інших представників цього роду, при кулінарній обробці слід знімати зі стебел шкірочку.

## Небезпека
Борщівник сибірський відносять до отруйних рослин, що підвищують чутливість шкіри до УФ- чи більш довгохвильового випромінювання, викликають гіперпігментацію, опіки шкіри, такий фотосенсибілізувальний ефект виявляється при зовнішньому впливі фурокумаринів.
Попри можливе вживання коріння і молодого листя сибірського борщівника в їжу, потрапляння соку борщівника на шкіру значно посилює чутливість шкіри до сонячного випромінювання і може призводити до сильних сонячних опіків. Крім того, сибірський борщівник часто плутають із особливо небезпечним та отруйним борщівником Сосновського.

## Синоніми
- Heracleum sibiricum var. chaetocarpum
- Heracleum sibiricum var. sibiricum[7]
- Heracleum sphondylium subsp. sibiricum Simonk.[1]